# Filmographie de Louis de Funès
Pour un article plus général, voir Louis de Funès.

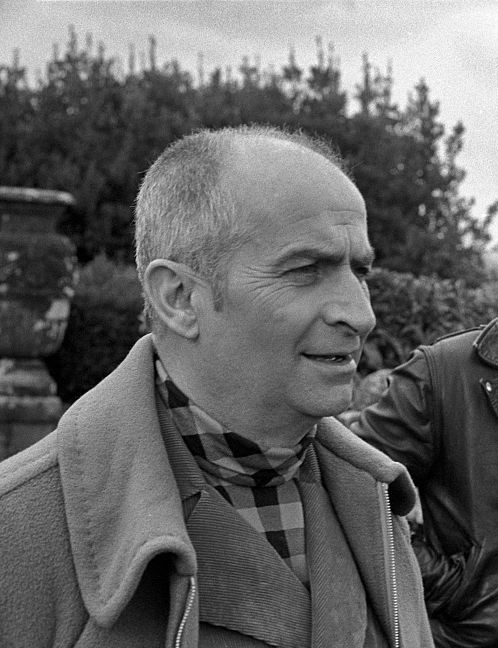
Louis de Funès lors du tournage du film L'Homme orchestre en 1970

Cet article détaille la filmographie complète de l'acteur français Louis de Funès.

## Cinéma

### Longs métrages

#### Années 1940
- 1946 : La Tentation de Barbizon de Jean Stelli : le portier du cabaret Le Paradis
- 1947 : Six Heures à perdre d’Alex Joffé et Jean Lévitte : le chauffeur de Léopold de Witt
- 1947 : Le Château de la dernière chance de Jean-Paul Paulin : un client d'un café
- 1947 : Dernier Refuge de Marc Maurette : l’employé du wagon-restaurant
- 1947 : Antoine et Antoinette de Jacques Becker : Émile, le garçon épicier / un garçon à la noce
- 1948 : Croisière pour l'inconnu de Pierre Montazel : le cuistot du yacht
- 1949 : Du Guesclin de Bernard de Latour : l’astrologue  / un personnage de la cour / un mendiant / un mercenaire espagnol
- 1949 : Mission à Tanger d’André Hunebelle :  le général espagnol
- 1949 : Je n'aime que toi de Pierre Montazel : le pianiste de l’orchestre à la répétition
- 1949 : Millionnaires d'un jour d’André Hunebelle : l’avocat de Philippe
- 1949 : Vient de paraître de Jacques Houssin (figuration)
- 1949 : Rendez-vous de juillet de Jacques Becker (rôle coupé au montage)[1]
- 1949 : Un certain monsieur d’Yves Ciampi : Thomas Boudebœuf, le journaliste

#### Années 1950
- 1950 : Au revoir monsieur Grock de Pierre Billon : un spectateur (figuration)
- 1950 : Pas de week-end pour notre amour de Pierre Montazel : Constantin, le domestique du baron de Valirman
- 1950 : Mon ami Sainfoin de Marc-Gilbert Sauvajon : le guide
- 1950 : Rendez-vous avec la chance de Emil-Edwin Reinert : le garçon de café
- 1950 : Adémaï au poteau-frontière de Paul Colline : un soldat (figuration)
- 1950 : Sa Majesté monsieur Dupont de Alessandro Blasetti : un prêtre
- 1950 : Quai de Grenelle de Emil-Edwin Reinert : le quincaillier
- 1950 : La Rue sans loi de Claude Dolbert et Marcel Gibaud : Hippolyte, le professeur de musique
- 1951 :  Bibi Fricotin de Marcel Blistène : le pêcheur maître-nageur
- 1951 : L'Amant de paille de Gilles Grangier : Bruno, le psychiatre
- 1951 : Le Roi du bla bla bla de Maurice Labro : Gino, le gangster
- 1951 : Sans laisser d’adresse de Jean-Paul Le Chanois : un futur papa dans la salle d’attente
- 1951 : La Rose rouge de Marcello Pagliero : le poète Manito
- 1951 : Knock de Guy Lefranc : le malade qui a perdu cent grammes
- 1951 : Boniface somnambule de Maurice Labro : Anatole
- 1951 : Édouard et Caroline de Jacques Becker (rôle coupé au montage)
- 1951 : La Passante d’Henri Calef : l’éclusier
- 1951 : La vie est un jeu de Raymond Leboursier : un gangster (figuration)
- 1951 : Folie douce de Jean-Paul Paulin (rôle coupé au montage)
- 1951 : Ils étaient cinq de Jack Pinoteau : Albert, le régisseur
- 1951 : Le Voyage en Amérique d’Henri Lavorel : l’employé d’Air France
- 1951 : Pas de vacances pour Monsieur le Maire de Maurice Labro : le conseiller
- 1951 : Le Dindon de Claude Barma : le gérant
- 1951 : La Poison de Sacha Guitry : André Chevillard
- 1951 : Ma femme est formidable d’André Hunebelle : le skieur qui cherche une chambre
- 1952 : Les loups chassent la nuit de Bernard Borderie : le barman
- 1952 : Les Sept Péchés capitaux, sketch La Paresse de Jean Dréville : Gaston Martin
- 1952 : Monsieur Leguignon lampiste de Maurice Labro : un habitant du quartier
- 1952 : Agence matrimoniale de Jean-Paul Le Chanois : M. Charles
- 1952 : L'amour n'est pas un péché de Claude Cariven : M. Cottin
- 1952 : Le Jugement de Dieu de Raymond Bernard : l’homme qui se fait arracher une dent / un envoyé du bourgmestre
- 1952 : Je l'ai été trois fois de Sacha Guitry : l’interprète du sultan
- 1952 : Monsieur Taxi d’André Hunebelle : le peintre de la place du Tertre
- 1952 : La Putain respectueuse de Charles Brabant et Marcello Pagliero : un client du night-club
- 1952 : Elle et moi de Guy Lefranc : le garçon de café
- 1952 : Les Dents longues de Daniel Gélin : l’employé du laboratoire photo
- 1952 : La Fugue de monsieur Perle de Pierre Gaspard-Huit : le fou qui pêche dans un lavabo
- 1953 : Tambour battant de Georges Combret : un maître d'arme
- 1953 : Le Sorcier blanc de Claude Lalande : le directeur d'une agence de placement
- 1953 : La Vie d'un honnête homme de Sacha Guitry : Émile, le valet de chambre
- 1953 : Au diable la vertu de Jean Laviron : M. Lorette
- 1953 : La Tournée des grands ducs d’André Pellenc et Norbert Carbonnaux : le directeur de l’hôtel
- 1953 : Moineaux de Paris de Maurice Cloche : le docteur
- 1953 : Les Compagnes de la nuit de Ralph Habib : un client attablé
- 1953 : Week-end à Paris de Gordon Parry : Célestin, le chauffeur de taxi
- 1953 : Capitaine Pantoufle de Guy Lefranc : M. Rachoux
- 1953 : Dortoir des grandes d’Henri Decoin : M. Triboudot, le photographe
- 1953 : Légère et court vêtue de Jean Laviron : Paul Duvernois
- 1953 : Mon frangin du Sénégal de Guy Lacourt : le docteur
- 1954 : L'Étrange Désir de monsieur Bard de Géza von Radványi : M. Chanteau
- 1954 : Le Chevalier de la nuit de Robert Darène : Adrien Péréduray
- 1954 : Le Blé en herbe de Claude Autant-Lara : le projectionniste ambulant
- 1954 : Les Intrigantes d’Henri Decoin : M. Marcange
- 1954 : Mam'zelle Nitouche d’Yves Allégret : le maréchal des logis Petrot
- 1954 : Tourments de Jacques Daniel-Norman : Eddy Gorlier
- 1954 : Le Secret d'Hélène Marimon d’Henri Calef : M. Ravan
- 1954 : Faites-moi confiance de Gilles Grangier : Tumlatum
- 1954 : Les Corsaires du bois de Boulogne de Norbert Carbonnaux :  le commissaire de police
- 1954 : Les hommes ne pensent qu'à ça d’Yves Robert : Célosso
- 1954 : Le Mouton à cinq pattes d’Henri Verneuil : M. Pilate
- 1954 : Poisson d'avril de Gilles Grangier : le garde-pêche
- 1954 : Escalier de service, sketch Les Grimaldi de Carlo Rim : Césare Grimaldi
- 1954 : Scènes de ménage d’André Berthomieu : M. Boulingrin
- 1954 : Ah ! les belles bacchantes de Jean Loubignac : l'inspecteur de police Michel Lebœuf
- 1954 : Les Impures de Pierre Chevalier : rôle coupé au montage
- 1954 : La Reine Margot de Jean Dréville : René, l'alchimiste de Catherine de Médicis
- 1954 : Papa, maman, la bonne et moi de Jean-Paul Le Chanois : M. Calomel
- 1955 : Ingrid: Die Geschichte eines Fotomodells de Géza von Radványi : D’Arrigio
- 1955 : Napoléon de Sacha Guitry : Laurent Passementier
- 1955 : Les pépées font la loi de Raoul André : Jeannot-la-Bonne-Affaire, le barman du Lotus
- 1955 : Frou-frou d’Augusto Genina : le colonel Cousinet-Duval
- 1955 : L'impossible Monsieur Pipelet d’André Hunebelle : Oncle Robert
- 1955 : Les Hussards d’Alex Joffé : Luigi, le sacristain
- 1956 : Si Paris nous était conté de Sacha Guitry : Antoine Allègre
- 1956 : Bonjour sourire de Claude Sautet : M. Bonœil
- 1956 : La Bande à papa de Guy Lefranc : l’inspecteur principal Victor-Eugène Merlerin
- 1956 : La Loi des rues de Ralph Habib : Paulo-les-Chiens
- 1956 : Bébés à gogo de Paul Mesnier : Célestin Ratier
- 1956 : Papa, maman, ma femme et moi de Jean-Paul Le Chanois : M. Calomel
- 1956 : Courte tête de Norbert Carbonnaux : le père Graziani / Prosper / le colonel Luc de La Frapinière
- 1956 : La traversée de Paris de Claude Autant-Lara : Jambier
- 1957 : Comme un cheveu sur la soupe de Maurice Régamey : Pierre Cousin
- 1958 : Ni vu, ni connu d’Yves Robert : Léon Blaireau
- 1958 : La Vie à deux de Clément Duhour : maître Stéphane
- 1958 : Taxi, Roulotte et Corrida d’André Hunebelle : Maurice Berger
- 1959 : Un coup fumant ou Totò à Madrid de Steno : le professeur Francisco Montiel
- 1959 : Fripouillard et Cie de Steno : Hector Curto
- 1959 : Mon pote le gitan de François Gir : M. Védrines

#### Années 1960
- 1960 : Certains l'aiment froide ou Les râleurs font leur beurre de Jean Bastia : Ange Galopin
- 1960 : Candide ou l'Optimisme au XXe siècle de Norbert Carbonnaux : l’homme de la Gestapo
- 1960 : Les Tortillards de Jean Bastia : Émile Durand
- 1961 : Le Capitaine Fracasse de Pierre Gaspard-Huit : Scapin
- 1961 : La Belle Américaine de Robert Dhéry : les frères Viralot
- 1961 : Dans l'eau qui fait des bulles ou Le garde-champêtre mène l'enquête (ou Le poisson sifflera...deux fois)[2] de Maurice Delbez : Paul Ernzer
- 1962 : La Vendetta de Jean Chérasse : Amoretti
- 1962 : Le crime ne paie pas de Gérard Oury, sketch L’Homme de l’avenue : le barman du Blue Bar
- 1962 : Le Diable et les Dix Commandements, sketch Tu ne déroberas point de Julien Duvivier : Antoine Vaillant
- 1962 : Le Gentleman d'Epsom ou Les grands seigneurs[3] de Gilles Grangier : Gaspard Ripeux
- 1962 : Nous irons à Deauville de Francis Rigaud : le vacancier énervé
- 1963 : Les Veinards, sketch Le Gros Lot de Jack Pinoteau : Antoine Beaurepaire
- 1963 : Carambolages de Marcel Bluwal : Norbert Charolais
- 1963 : Pouic-Pouic de Jean Girault : Léonard Monestier
- 1964 : Faites sauter la banque ! de Jean Girault : Victor Garnier
- 1964 : Des pissenlits par la racine de Georges Lautner : Jacques, dit « Jockey Jack »
- 1964 : Une souris chez les hommes ou Un drôle de caïd de Jacques Poitrenaud : Marcel Ravelais
- 1964 : Le Gendarme de Saint-Tropez de Jean Girault : le maréchal des logis-chef Ludovic Cruchot
- 1964 : Fantomas d’André Hunebelle : le commissaire de police Paul Juve
- 1965 : Le Corniaud de Gérard Oury : Léopold Saroyan
- 1965 : Les Bons Vivants ou Un grand seigneur, sketch Les bons vivants de Gilles Grangier et Georges Lautner : Léon-Louis-Marie Haudepin
- 1965 : Le Gendarme à New York de Jean Girault : le maréchal des logis-chef Ludovic Cruchot
- 1965 : Fantomas se déchaîne d’André Hunebelle : le commissaire de police Paul Juve
- 1966 : Le Grand Restaurant de Jacques Besnard : Septime
- 1966 : La Grande Vadrouille de Gérard Oury : Stanislas Lefort
- 1967 : Fantomas contre Scotland Yard d’André Hunebelle : le commissaire Paul Juve
- 1967 : Oscar d’Édouard Molinaro :  Bertrand Barnier - également scénariste
- 1967 : Les Grandes Vacances de Jean Girault : Charles Bosquier
- 1968 : Le Petit Baigneur de Robert Dhéry : Louis-Philippe Fourchaume
- 1968 : Le Tatoué de Denys de La Patellière : Félicien Mézeray
- 1968 : Le gendarme se marie de Jean Girault : le maréchal des logis-chef Ludovic Cruchot
- 1969 : Hibernatus d’Édouard Molinaro : Hubert Barrère de Tartas - également scénariste

#### De 1970 à 1982
- 1970 : L'Homme orchestre de Serge Korber : Édouard alias Evan Evans
- 1970 : Le Gendarme en balade de Jean Girault : le maréchal des logis-chef Ludovic Cruchot
- 1971 : Sur un arbre perché de Serge Korber : Henri Roubier
- 1971 : Jo de Jean Girault : Antoine Brisebard
- 1971 : La Folie des grandeurs de Gérard Oury : Don Salluste
- 1973 : Les Aventures de Rabbi Jacob de Gérard Oury : Victor Pivert
- 1976 : L'Aile ou la Cuisse de Claude Zidi : Charles Duchemin
- 1978 : La Zizanie de Claude Zidi : Guillaume Daubray-Lacaze
- 1979 : Le Gendarme et les Extra-terrestres de Jean Girault : le maréchal des logis-chef Ludovic Cruchot
- 1980 : L’Avare de Jean Girault et Louis de Funès : Harpagon - également réalisateur et scénariste
- 1981 : La Soupe aux choux de Jean Girault : Claude Ratinier dit Le Glaude - également scénariste
- 1982 : Le Gendarme et les Gendarmettes de Jean Girault et Tony Aboyantz : le maréchal des logis-chef Ludovic Cruchot

#### Colorisations
Dans les années 1990, cinq de ses films ont été colorisés pour la télévision ou pour des sorties VHS : Pouic-Pouic en 1991, Faites sauter la banque ! en  1993, La Traversée de Paris en 1994, Le Gentleman d'Epsom en 1994 et La Belle Américaine à une date inconnue.

### Courts métrages
- 1951 : Station mondaine de Marcel Gibaud : le narrateur
- 1951 : Un amour de parapluie de Jean Laviron
- 1951 : Boîte à vendre de Claude-André Lalande : un artiste
- 1951 : Champions Juniors de Pierre Blondy : le père autoritaire
- 1951 : 90 degrés à l'ombre de Norbert Carbonnaux : le personnage central de sketches consacrés au vin et à l'alcool
- 1952 : Le Huitième Art et la Manière de Maurice Regamey : un fan de radio
- 1953 : Le Rire de Maurice Regamey : un conférencier
- 1953 : Le Bonheur au foyer
Court métrage des actualités cinématographiques Pathé Journal où de Funès, dans le rôle de M. Dupont, reste chez lui pendant que sa femme se rend au Salon des arts ménagers.
- 1954 : Le Recensement.
Court métrage des actualités cinématographiques Pathé Journal où de Funès, dans le rôle d'un agent recenseur, pose des questions à Maurice Chevalier dans sa maison de Marnes-la-Coquette.
- 1963 : Le Café liégeois de Pierre Tchernia
- 1966 : Maurice Chevalier de Mirea Alexandresco
Louis de Funès interviewe Maurice Chevalier à son domicile.

### Projets non aboutis
- Merci Patron avec les Charlots, années 1970. Entre La Folie des grandeurs (1971) et Les Aventures de Rabbi Jacob (1973), Louis de Funès rencontre en 1972 le jeune Christian Fechner, producteur à succès des Charlots, tous de grands admirateurs de l'acteur. Un film inspiré de leur célèbre chanson Merci Patron est mis en projet : Louis de Funès incarnerait ledit patron et les Charlots ses ouvriers, qui finissent notamment par le séquestrer, comme cela se faisait beaucoup à l'époque[5]. Il côtoierait ainsi des vedettes comiques issues de la nouvelle génération. 
 Les déclarations sont contradictoires et floues autour du projet. D'après le journaliste Gilles Botineau, le film devait être réalisé par Jean Girault et scénarisé par son acolyte Jacques Vilfrid, fidèles collaborateurs funésiens[6]. Selon Bertrand Dicale, biographe de Louis de Funès, Michel Audiard devait en écrire les dialogues[7],[6]. Selon Jean-Guy Fechner, frère du producteur et Charlot lui-même, c'est Claude Zidi, déjà derrière les premiers films des Charlots qui devait le réaliser[8]. Les Charlots rencontrent leur futur partenaire dans les coulisses de la reprise d'Oscar, au théâtre du Palais-Royal[7],[9],[10]. Le projet est finalement abandonné, en raison des nombreux autres projets des uns et des autres — le ou les réalisateurs envisagés, de Funès, les Charlots — surchargeant leurs emplois du temps respectifs[8]. Selon Jean-Guy Fechner et Jean Sarrus, les Charlots auraient été ensuite impliqué dans les premières versions du scénario de L'Aile ou la Cuisse,[5]. De toute façon, la bande se brouille en 1976 avec le producteur, et s'en sépare[11].

- 1975 : Le Crocodile de Gérard Oury : projet abandonné à la suite de ses ennuis de santé.
- Le Cactus (1977) de Georges Lautner, sur un scénario de Luis Rego et Jean-Luc Voulfow et des dialogues de Michel Audiard[12],[13] Avec Le Cactus, Louis de Funès devait retrouver Georges Lautner, faiseur de succès tout au long des années 1970, qui l'avait dirigé dans Des pissenlits par la racine (1964) et Les Bons Vivants (1965)[12]. Le film est annoncé en mars 1976 pour un tournage en septembre de la même année, avec l'équipe habituelle de Lautner, et une sortie en salles en février 1977[12]. D'après Luis Rego, « Le Cactus était le titre provisoire d'un projet, une sorte de coquille vide. On donne un titre, on a l'acteur principal et on lance un appel d'offres avec plusieurs metteurs en scène sur le coup et les producteurs leur payent l'écriture d'un synopsis ou d'un scénario ». Rego est invité au château de Clermont pour lire son scénario, mais Louis de Funès est finalement peu enthousiaste et distrait à la lecture, et le projet s'arrête là[6]. Rego explique que, de plus, son scénario montrait les enfants du personnage de de Funès vivre « une vie de bohème et de défonce typique des années 1970 » et comportait « une scène avec des filles aux seins nus », ce qui correspond peu aux films habituels de la vedette[14]. 
 L'histoire était celle d'un chef d'entreprise redoutable qui tente de faire le bien autour de lui, notamment auprès des ouvriers de son usine[6],[12]. Sa bienveillance est incomprise, au vu de sa position de patron et de son caractère d'avant[12]. Il se fait alors pour mort pour accomplir ses desseins incognito, cachés derrière divers déguisements improbables[12]. Le Cactus aurait donc pu donner un rôle à contre-emploi à de Funès, en patron devenu gentil[6]. 
 Outre l'insatisfaction de la vedette envers les scénarios proposés, le projet est mis à mal par la faillite de la société de production Les Films La Boétie d'André Génovès[12]. Lautner raconte : « Je me suis trouvé convoqué par un juge d’instruction qui m'a expliqué en substance que la maison Génovès avait fait faillite parce que Louis de Funès n'avait pas aimé le scénario du Cactus. Il fallait donc que je travaille sur un autre scénario et qu'il soit accepté par de Funès ; et alors la maison serait sauvée. Évidemment, je travaillais un an sans être payé… Mon avocat lui a dit quelques mots et j'ai été libéré. J'ai alors pu commencer à travailler avec Alain Delon sur Mort d'un pourri »[12]. Désireux de travailler avec Lautner, Delon lui a envoyé cet avocat pour casser ce contrat impossible à honorer[15].
- L'Animal (1977) de Claude Zidi. Christian Fechner désirait confier à Louis de Funès le rôle de l'imprésario du cascadeur incarné par Jean-Paul Belmondo, finalement tenu par Charles Gérard[16].
- Une pie dans l'poirier de Robert Dhéry, annoncé après L'Aile ou la Cuisse par Christian Fechner pour 1978[17],[18],[19]. Près de dix ans après Le Petit Baigneur, des retrouvailles entre Robert Dhéry, ses Branquignols et Louis de Funès. Dhéry a connu entretemps l'échec du film Vos gueules, les mouettes !. Le producteur Christian Fechner annonce le projet en mars 1977 pour l'année suivante[17]. Il coécrit le scénario avec Pierre Tchernia[19]. Louis de Funès doit incarner un moine souffre-douleur. L'acteur refuse finalement le scénario, pas assez abouti à son goût. Une pie dans l'poirier est abandonné[20].
- 1983 : Papy fait de la résistance de Jean-Marie Poiré : Louis de Funès devait jouer le rôle de papy[21] ou du demi-frère d'Adolf Hitler[22]. En raison de sa mort, les rôles sont joués par Michel Galabru et Jacques Villeret.
- Ayant côtoyé de nombreux médecins à cause de ses problèmes cardiaques, l'acteur désire adapter le roman Les Morticoles de Léon Daudet, paru en 1894, parlant d'une contrée imaginaire gouvernée par des médecins, dans un film qu'il verrait bien réalisé par Georges Lautner ou Robert Hossein[23]. Il en parle beaucoup avec le cardiologue qui le suit sur ses derniers tournages[24].
- Un film réalisé par Patrice Leconte, dont il a apprécié Viens chez moi, j'habite chez une copine[25].
- Un nouveau film avec Coluche, après leur bonne entente sur L'Aile ou la Cuisse[26],[25]
- Un film avec Chantal Goya, vers la fin de sa vie[25] La chanteuse pour enfants raconte : « Ensemble, on avait (…) un beau projet. C'est lui qui avait imaginé un dessin animé où il aurait été ma bonne conscience. Un Jiminy Cricket qui, assis sur mon épaule, m'aurait dit : “Fais pas si, fais comme ça…” Malheureusement, il est parti trop tôt »[27].
- L'envie d'un film avec Thierry Le Luron. Louis de Funès et Thierry Le Luron évoquent leur envie de tourner ensemble dans son émission Les Lurons d'Europe 1 en octobre 1982, lors de la promotion du Gendarme et les Gendarmettes. Ils imaginent que Le Luron pourrait jouer le fils de Louis de Funès[28].

- Fantomas à Moscou[29],[30]
- Le Gendarme dans l'espace ou Le Gendarme et le Vol de la Joconde ou Le Gendarme au Pays du Soleil Levant[31],[32]

## Télévision

### Téléfilms
- 1950 : Les Joueurs de Claude Barma : Piotr Petrovitch Spotniev
- 1951 : Jeanne avec nous de Claude Vermorel
- 1952 : Le Grillon du foyer de Claude Barma
- 1953 : La Servante téléfilm de Stellio Lorenzi : le maître de maison
- 1954 : Fraternité de René Lucot
- 1954 : La Belle au bois dormant de Pierre Badel
- 1956 : La Puce à l'oreille de Georges Feydeau, réalisation de Stellio Lorenzi : Augustin Ferraillon, patron du Minet-Galant

## Doublage
- 1940 : Le Grand Passage de King Vidor : Hunk Marriner (Walter Brennan)
- 1947 : Le Fils de Zorro de Spencer Gordon Bennet : Pancho (Stanley Price)
- 1950 : Sa Majesté monsieur Dupont  de Alessandro Blasetti : le photographe Petrazelli (Max Elloy)
- 1950 : Je suis de la revue  de Mario Soldati : le coursier à vélo (Nino Taranto)
- 1950 : Pour l'amour du ciel  de Luigi Zampa : Nicolas, le cordonnier (Dante Maggio)
- 1950 : Okinawa de Lewis Milestone : le marine à l'accent hispanique (Georges Conrad)[Qui ?]
- 1952 : L'Affaire Cicéron de Joseph L. Mankiewicz : Hakim (Konstantin Shayne)[Qui ?]
- 1953 : La Guerre des mondes de Byron Haskin : Zippy (Alvy Moore)
- 1953 : L'Homme des vallées perdues de George Stevens : Franck « Stonewall » Torrey (Elisha Cook Jr)
- 1953 : Les Rats du désert de Robert Wise : Pete (Charles Davis)
- 1953 : Stalag 17 : Marko le postier (William Pierson)
- 1954 : L'Homme au million  de Ronald Neame : un vendeur de pain brioché (Jack May)[Qui ?]
- 1954 : L'Émeraude tragique d'Andrew Marton : le capitaine Perez (Nacho Galindo)[Qui ?])
- 1954 : Pain, Amour et Jalousie  de Luigi Comencini : le gendarme-dactylo (Nico Pepe)
- 1954 : L'Or de Naples  de Vittorio De Sica : Don Saverio Petrillo (Totò)
- 1956 : Au fond de mon cœur de Stanley Donen : Lazar Berrison, Sr. (David Burns)
- 1956 : Marqué par la haine de Robert Wise : Irving Cohen (Everett Sloane)
- 1956 : La Petite Maison de thé de Daniel Mann : le colonel Wainwright Purdy (Paul Ford)
- 1956 : Les Piliers du ciel de George Marshall : un capitaine (Willis Bouchey)

- 1957 : La Femme modèle de Vincente Minnelli : Ned Hammerstein (Sam Levene)
- 1957 : La Loi du Seigneur  de William Wyler : un bateleur (Frank Jenks)
- 1960 : Un de la réserve de Steno : Nicola Carietti (Renate Rascel)
- 1961 : Le Jugement dernier  de Vittorio De Sica : Copolla (Renate Rascel)